# لینوود (ماساچوست)
لینوود (به انگلیسی: Linwood) یک منطقهٔ مسکونی در ایالات متحده آمریکا است که در شهرستان ووستر، ماساچوست واقع شده‌است. لینوود ۸۱٫۹۹ متر بالاتر از سطح دریا واقع شده‌است.